# Postleitzahl (Türkei)
Die türkischen Postleitzahlen (türkisch: Posta kodu) sind fünfstellig und im Aufbau an das französische System angelehnt.

## Kennung

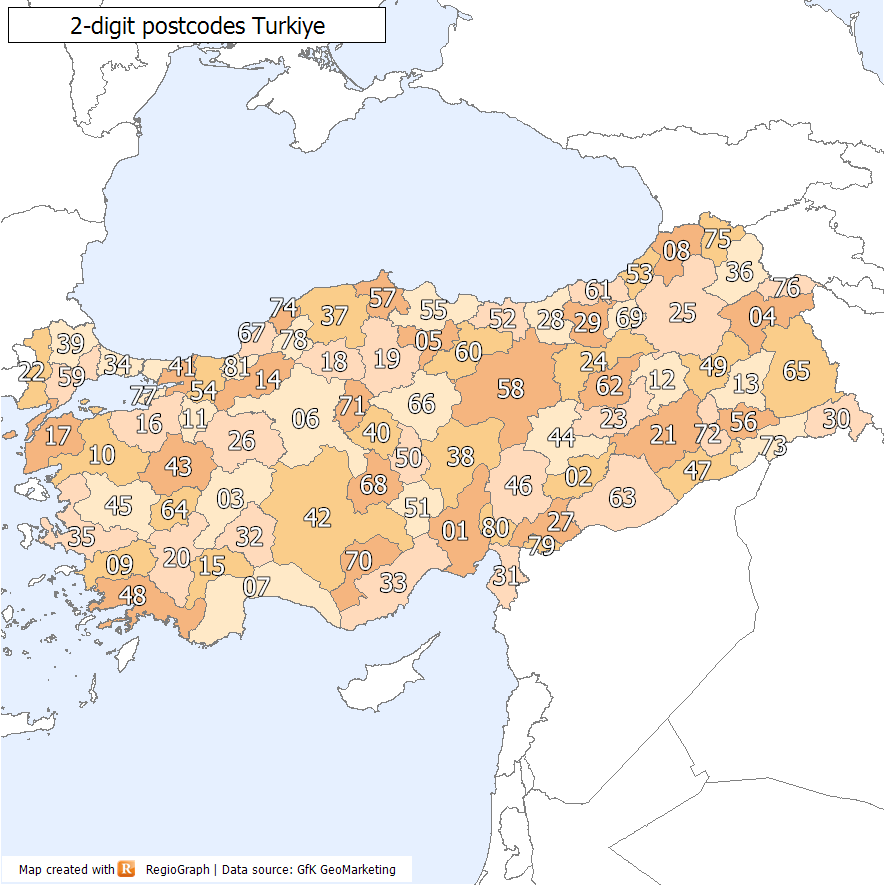
Postleitzahlen-Gebiete in der Türkei nach den ersten beiden Stellen

Die ersten zwei Stellen entsprechen der Nummer der Provinz und somit auch dem Kraftfahrzeugkennzeichen. Sie sind mit den Zahlen aus dem internationalen Code ISO 3166-2:TR identisch. So steht beispielsweise die 25 für Erzurum usw. Die folgenden drei Ziffern bezeichnen in der Provinz den genauen Ort, in großen Städten den Stadtteil oder das Stadtgebiet.

## Geschichte
Die Postleitzahlen wurden in der Türkei vor oder mit dem Jahr 1977 eingeführt. Noch 2002 beklagte die Post, dass sie bei der Adressierung viel zu wenig verwendet würde, was die automatische Sendungsbearbeitung behindert.